# Arcidiocesi di Darni
L'arcidiocesi di Darni (in latino: Dioecesis Darnitana) è una sede soppressa del patriarcato di Alessandria e una sede titolare della Chiesa cattolica.

## Storia
Darni, identificabile con Derna nell'odierna Libia, è un'antica sede metropolitana della provincia romana della Libia Inferiore (Marmarica) nel patriarcato di Alessandria.
Sono noti i nomi di diversi vescovi di Darni. Michel Le Quien attribuisce a questa diocesi, come primo vescovo noto, Pisone, che fu tra i firmatari della lettera sinodale del conciliabolo che gli eusebiani, abbandonando il concilio di Sardica, tennero a Filippopoli attorno al 344; tuttavia lo stesso vescovo è attribuito da Le Quien anche all'arcidiocesi di Adana in Cilicia, sede alla quale apparteneva in realtà Pisone.
Il primo vescovo certo di Darni è Lampon, menzionato nella Lettera festale 39 di Atanasio di Alessandria e datata al 367; nella lettera Atanasio ricorda i vescovi deceduti l'anno precedente e coloro che ne hanno preso il posto; purtroppo, nella trasmissione testuale della lettera festale, è andato perso il nome del vescovo succeduto al defunto Lampon.
All'inizio del V secolo la sede di Darni era occupata dal vescovo Menas, il quale, assieme ad altri vescovi, aveva denunciato presso papa Innocenzo I il patriarca alessandrino Teofilo I, che si era scontrato con l'abate Isidoro di Alessandria. Per questa sua presa di posizione Menas fu deposto, probabilmente nel 402. Gli succedette il vescovo Dioscoro, documentato per la prima volta in occasione della sua partecipazione al concilio celebrato nei pressi di Calcedonia, nella proprietà imperiale chiamata ad Quercum, nel mese di settembre del 403, dove fu condannato Giovanni Crisostomo; lo stesso Dioscoro è attestato nel mese di gennaio del 412, quando entrò in conflitto con Paolo di Eritro per questioni di giurisdizione su alcune proprietà al confine fra le due diocesi; il conflitto fu risolto grazie all'intervento di Sinesio di Cirene, vescovo di Tolemaide.
Gli ultimi due vescovi conosciuti di Darni sono Daniele, che prese parte al concilio di Efeso del 431, e Teodoro, che visse verso la fine del VI secolo o agli inizi del VII ed è menzionato nell'opera Prato spirituale di Giovanni Mosco per una visione che avrebbe avuto su Leone Magno.
Dal XIX secolo Darni è annoverata tra le sedi arcivescovili titolari della Chiesa cattolica; la sede è vacante dal 7 ottobre 2022. 

## Cronotassi

### Arcivescovi
- Pisone ? † (menzionato nel 344 circa)
- Lampon † (? - 366 deceduto)
- Anonimo † (366 - ?)
- Menas † (prima del 401 - circa 402 deposto)
- Dioscoro † (circa 402 - dopo il 412)
- Daniele † (menzionato nel 431)
- Teodoro † (circa VI/VII secolo)

### Arcivescovi titolari
- José Pereira da Silva Barros † (2 dicembre 1895 - 15 aprile 1898 deceduto)
- Joseph Weber, C.R. † (15 aprile 1901 - 24 marzo 1918 deceduto)
- Gisleno Veneri † (15 dicembre 1919 - 15 novembre 1937 deceduto)
- Efrem Leone Pio Forni † (27 novembre 1937 - 19 marzo 1962 nominato cardinale presbitero di Santa Croce in Gerusalemme)
- Clemente Gaddi † (21 luglio 1962 - 25 settembre 1963 nominato arcivescovo, titolo personale, di Bergamo)
- Giuseppe Bonfiglioli † (9 novembre 1963 - 6 marzo 1968 succeduto arcivescovo di Siracusa)
- Raffaele Baratta † (15 ottobre 1968 - 14 dicembre 1970 dimesso)
- Paul-Mounged El-Hachem  † (27 agosto 2005 - 7 ottobre 2022 deceduto)